# 아가다
"아가다"는 1985년에 개봉한 대한민국의 영화이다.

## 캐스팅
- 이보희 : 아가다 역
- 유인촌 : 다두신부 역
- 김원섭 : 현욱 역
- 이경희
- 이종만
- 문미봉
- 현지애
- 채은희
- 최성관
- 유명순
- 성명순
- 문태선
- 이영미
- 오은주
- 이정란
- 지윤주
- 황인숙
- 권숙희
- 최옥선
- 김경화